# Mật nghị Hồng y 2005
Mật nghị Hồng y 2005 (hoặc Cơ mật viện bầu Giáo hoàng năm 2005) được triệu tập theo sau việc Giáo hoàng Gioan Phaolô II qua đời vào ngày 2 tháng 4 năm 2005 . Sau cái chết của ông, các Hồng y của Giáo hội Công giáo Roma đã được triệu tập tại Rome để tiến hành Mật nghị để bầu ra người kế nhiệm. Trong số 117 thành viên đủ điều kiện của Hồng y đoàn, những người dưới 80 tuổi vào thời điểm Giáo hoàng Gioan Phaolô II, tất cả đều đã tham dự trừ hai người. Sau nhiều ngày họp riêng với sự tham dự của cả hồng y đại cử tri và hồng y không bỏ phiếu, mật nghị bắt đầu vào ngày 18 tháng 4 năm 2005. Mật nghị kết thúc vào ngày hôm sau sau bốn lần bỏ phiếu với sự bầu chọn của Hồng y Joseph Ratzinger, Niên trưởng Hồng y Đoàn kiêm Tổng trưởng Bộ Giáo lý Đức tin. Vào lúc 17:50 ngày 19 tháng 4 năm 2005 (giờ Roma), khói trắng bốc lên từ ống khói nhà nguyện Sistina, sau đó là những tiếng chuông báo hiệu đã bầu được Giáo hoàng mới lúc 18:10 (giờ Roma). Sau cuộc bầu cử, Ông lấy tông hiệu là Biển Đức XVI.